# Калимочо
Калимо́чо (баск. Kalimotxo) — алкогольный коктейль, состоящий из равных частей красного вина и лимонада со вкусом колы. Хотя он появился относительно недавно, но уже стал важной частью культуры басков. Другие названия: Пимента (порт. pimenta), Риоха либре (исп. Rioja libre, от Риохи и Куба либре), Кали (баск. kali), Мочо (баск. motxo), Моторина (рум. motorină, солярка) и так далее.
Напиток обычно подают в хайболах. Сначала засыпается много льда, потом вино и кола. Иногда добавляется узо или анис, можно добавить лимон или лайм. Вино обычно берётся самое дешёвое, например, то, которое продаётся в тетрапаках. Доступность и дешевизна ингредиентов — причина того, что зачастую этот коктейль называют «сангрия для нищих». С семидесятых годов калимочо стал одним из самых узнаваемых в мире напитков Испании.